# Eugen Angerhausen

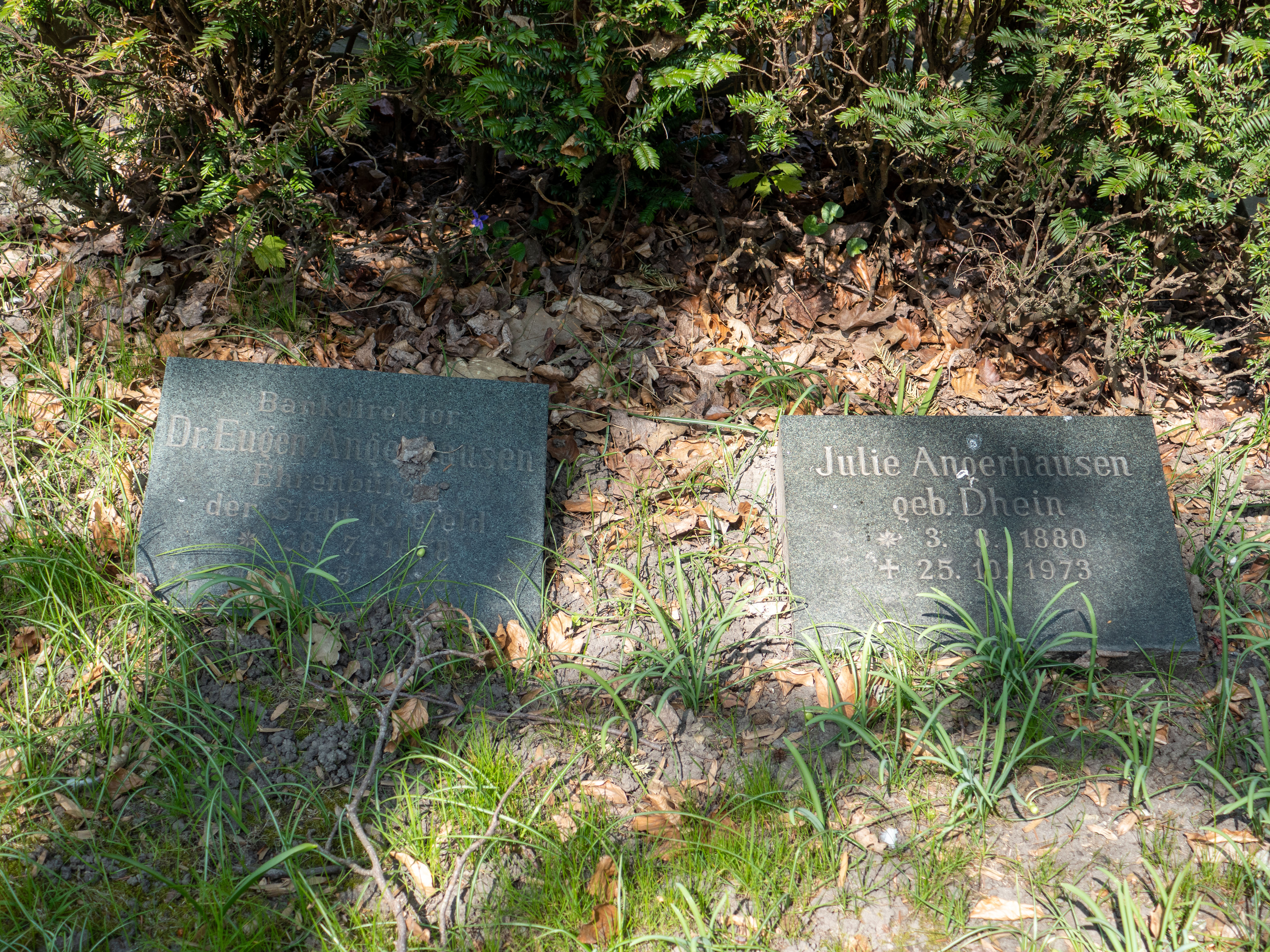
Grabstein Eugen Angerhausen (links - Hauptfriedhof (Krefeld))

Eugen Angerhausen (geb. 28. Juli 1878 in Krefeld; gest. 4. Mai 1965 in Krefeld) war Kommunalpolitiker und Stadtverordneter in Krefeld.

## Leben und Wirken
Angerhausen legte in Krefeld das Abitur ab und studierte in Berlin und Tübingen Kameralistik. Er war Mitglied der katholischen Studentenverbindungen KAV Suevia Berlin und AV Guestfalia Tübingen im Cartellverband der katholischen deutschen Studentenverbindungen. In Tübingen wurde er zum Dr. der Kameralistik/Staatswissenschaften (cam.) promoviert. Seine Dissertation erschien 1904 unter dem Titel „Die Centralnotenbankfrage in der Schweiz. Beitrag zu ihrer Lösung“ bei Greven in Krefeld. Sein Doktorvater war Friedrich Julius von Neumann (1835–1910), der sich als Nationalökonom nicht nur mit finanztheoretischen, sondern auch mit sozialpolitischen Fragen befasst hatte. 1905 war Angerhausen bereits Vorstand der Krefelder Bank A. G. und bis 1933 Bankdirektor der Dresdner Bank in Krefeld. Politisch trat Eugen in die Fußstapfen seines Vaters Jean Angerhausen, der sich in der 1870 gegründeten Deutschen Zentrumspartei und dem politischen Katholizismus engagiert hatte. Er nahm maßgeblichen Einfluss auf die Entwicklung der Industriestadt Krefeld und die kommunale Ordnung des Landkreises bis in die 1950er Jahre, blieb jedoch trotz der sehr bewegten Zeiten weitgehend im Hintergrund. Es sind kaum Ego-Dokumente von ihm erhalten. 1919 diente er den belgischen Besatzern als Geisel.
Auch als Kommunalpolitiker behielt Angerhausenden Blick für die Bedürftigen. 1922 trat er zusammen mit seinem Schwager Paul Witten – später Präsident der Oberfinanzdirektion Düsseldorf, verheiratet mit Wilhelmine geb. Dhein – dem Kuratorium des Josephs-Krankenhauses in Krefeld bei. Es war in finanzielle Schwierigkeiten geraten. Am 30. November 1923 beantragte der Stadtdechant (seit 1922) Gregor Schwamborn beim Kölner Ordinariat für sein „Pfarrkind, Herrn Bankdirektor Dr. Eugen Angerhausen“, die Verleihung des Silvesterordens. Er begründete das mit dem vorbildlich katholischen Lebenswandel Angerhausens und seiner ganzen Familie – Angerhausen hatte 1905 die älteste Tochter des Tuchhändlers Jakob Dhein (1840–1904), Julie, geheiratet – und seinen „Verdiensten“, die „rückhaltlos“ von der katholischen Bevölkerung anerkannt werden. Durch seine tatkräftige Unterstützung ist es der katholischen Armenverwaltung möglich geworden, ihre beiden Anstalten – Waisenhaus und Greisinnenhaus – aufrechtzuerhalten; ihm verdankt in erster Linie die Marienschule ihre Fortexistenz... Als Vorsitzender der Zentrumsfraktion hat er alle katholischen Interessen auf das Beste und Mannhafteste vertreten, damit den guten Überlieferungen seiner Familie folgend: sein Vater war eine Zeit lang der einzige Katholische Stadtverordnete;" Die Ernennung zum Ritter des Sylvesterordens mit dem Recht, zu Pferd in den Petersdom zu reiten, erfolgte durch Papst Pius XI. am 20. Juni 1924.
Das Zentrum wurde 1933 aufgelöst und Angerhausen auch als Bankdirektor durch einen NSDAP-Mann ersetzt. Der Verhaftung durch die Nationalsozialisten konnte er sich entziehen. Man vermutete Verbindungen zu den zivilen Widerstandskreisen um Carl Friedrich Goerdeler (1884–1945), der ebenfalls in Tübingen studiert und in Berlin im Bankwesen gearbeitet hatte.
Unter Vorsitz von Eugen Angerhausen erfolgte Dezember 1945/Januar 1946 die Neugründung des Zentrums als Deutsche Zentrumspartei in Krefeld. Die Zusammenarbeit mit der CDU lehnte er zunächst ab, da er fürchtete, eigene Wähler an diese Partei zu verlieren, was auch geschah. Dem veränderten Hintergrund der Konfessionen im Rheinland Rechnung tragend trat Angerhausen 1955 noch zur CDU über. Da diese 1949 keinen eigenen Kandidaten für das Amt des Oberbürgermeisters hatte und man auch den stellvertretenden Bürgermeister von der SPD nicht wollte, hat man offenbar Eugen Angerhausen gefragt, der aber aus Altersgründen – er war 72 Jahre alt – absagte. Unter seinem Vorsitz als ältestem Stadtverordnetem fand dann die Wahl von Hanns  Müller zum Oberbürgermeister von Krefeld  statt. Er wurde auch von Angerhausen vereidigt, was, da er Mennonit war, eine Besonderheit erforderte. Angerhausen schied  1954 endgültig aus dem Krefelder Stadtrat aus.

## Ehrungen
Die Annahme des Bundesverdienstkreuzes als Anstecknadel lehnte Angerhausen 1953 ab. 1957 erhielt er den Ehrenring der Stadt Krefeld und die Stadtältestenwürde. 1963 erfolgte die Ehrenbürgerschaft. Er starb unerwartet am 4. Mai 1965 und wurde auf dem Krefelder Friedhof bestattet. Sein Grab ist ein Ehrengrab.

## Trivia
Trotz seiner Weisung wurde der Enkel Max Angerhausen nicht im Cartellverband, sondern in einem Corps aktiv.